# 24 Back to 84
24 Back to 84 è l'ultimo album in studio del chitarrista britannico Richard Benson, pubblicato postumo nel marzo 2024 dalla 1901 Artist. 

## Produzione
L'album si apre con il singolo Processione, la cui registrazione fu completata poco prima della morte di Benson. Seguono poi delle versioni riarrangiate dei brani Madre Tortura (originariamente pubblicato nel 1999 nell'omonimo album), Flash Back e Renegade, questi ultimi pubblicati come singolo nel 1984. Il lato B presenta quattro tracce inedite registrate negli anni '80, recuperate grazie alla collaborazione della community, che hanno indirizzato i produttori verso Franco Leone, il quale conservava un'audiocassetta contenente le registrazioni originali. Queste sono state restaurate in studio, attraverso l'utilizzo di software dedicati e tecniche di pulizia audio basate sull'intelligenza artificiale. Per migliorare ulteriormente il suono dei brani, sono state aggiunte nuove parti di batteria, basso e chitarra elettrica, tra cui assoli di Simone Sello.
L'album era stato inizialmente concepito come un progetto più ampio, con Benson, e avrebbe dovuto includere nuove registrazioni di brani come "Empty Space", "Renegade" e "Flash Back". La bonus track "A Whiter Shade of Pale" prevedeva un'interpretazione completa di Benson. 

## Tracce
1. Processione – 3:50 (testo: Cinzia Colibazzi – musica: Richard Benson, Francesco James Dini, Marco Torri)
2. Madre tortura – 4:30 (Richard Benson)
3. Flash back – 3:15 (testo: Richard Benson – musica: A. Tamborrelli, G. Marcucci)
4. Renegade – 3:00 (testo: Richard Benson – musica: A. Tamborrelli, G. Marcucci)
5. Jaggered – 3:51 (Richard Benson)
6. Devil tonite – 3:48 (Richard Benson)
7. Empty space – 3:30 (Richard Benson)
8. Can you see the monkey? – 4:25 (Richard Benson)

Tracce bonus nell'edizione CD
1. A Whiter Shade of Pale (feat. Giampiero Ingrassia) – 5:04 (testo: Keith Reid – musica: Gary Brooker, Matthew Fisher)
2. Processione (instrumental) – 3:50 (testo: Cinzia Colibazzi – musica: Richard Benson, Franco James Dini, Marco Torri)
3. Madre tortura (instrumental) – 4:30 (Richard Benson)

## Formazione
- Richard Benson - voce, chitarra acustica (tracce 1-4), chitarra elettrica (tracce 5-8)
- Simone Sello - chitarra elettrica, sintetizzatori e basso elettrico (tracce 5-8)
- Francesco James Dini - chitarra elettrica (tracce 1-4)
- Marco Torri - batteria
- Alberto Orsi - chitarra elettrica (traccia 1)
- Valerio Baggio - arrangiamento (traccia 1)
- Fabio Trentini - basso elettrico (traccia 2)
- Pietro Paolo Pelandi - arrangiamento (traccia 2)
- Davide Perini - basso elettrico (tracce 3-4)
- Daniele Sirbu Villa - sintetizzatori, tastiere (tracce 2-4)
- Gneo Pompeo - sintetizzatori, tastiere (tracce 5-8)